# Thorkell de Dublín
Thorkell, fue un caudillo vikingo y rey de Dublín, por lo menos hasta 1133 cuando los registros históricos hablan de su huida a Escocia debido a las embestidas de los normandos en Irlanda.
Sus tres hijos, Ragnall, Brotar y Hasculf (irlandés: Asgall mac Torcáill) también fueron reyes de Dublín, los últimos monarcas de la dominación vikinga en la isla.
Según los anales irlandeses, Thorkell y su estirpe tuvieron que competir contra los hiberno-nórdicos de las Hébridas por el control de Dublín.